# Седло
Седло́ — прибор (предмет) конского снаряжения (седельного убора) для удобного соединения всадника с лошадью, часть амуниции для езды верхом и перевозки грузов на спине животного, при вьючном способе перевозки грузов. Наиболее распространены сёдла для лошадей, хотя есть специальные седла для верблюдов и слонов. Седе́льщик (седе́льник) — мастер по изготовлению сёдел. Арча́жник (арча́жный мастер) — ранее, в России, специалист по изготовлению арчака, главного элемента сёдел.

## Функция
Изобретение седла было важным шагом в увеличении использования одомашненных животных. Древнейшими седлами служили попоны, удерживаемые ремнями, а современное седло представляет собой сложную и зачастую дорогую конструкцию. Седло влияет на движения лошади и посадку всадника. Плохо подогнанное седло может нанести лошади физический вред. Обычно седло собирается на пластиковой или деревянной раме — ленчике (арчаке), хотя существуют и безленчиковые сёдла. Сёдла как правило имеют два размера, указываемых в дюймах: по лошади — широкое, среднее и узкое, и по всаднику (в зависимости от длины ног). Задачи седла для верховой езды — создание удобства для всадника и защита спины животного. При езде без седла основной вес всадника приходится на седалищные кости, а седло перераспределяет нагрузку по лавкам седла, общая площадь которых больше площади соприкасающихся со спиной лошади седалищных костей всадника. Таким образом, несмотря на увеличение общей массы на спине лошади, давление на единицу поверхности её спины уменьшается.

## История
Люди стали ездить верхом на лошадях вскоре после их одомашнивания, вероятно около 4000 лет до н. э.
Длительное время первые всадники ездили без седла, либо ограничивались подложенными циновками и шкурами для более комфортного сидения.
Древнейшей подобной седлу амуницей считаются попоны, использовавшиеся в ассирийской кавалерии около 700 лет до н. э. Её крепили на спине лошади с помощью подпруги, состоящей из подперсья и подхвостника. 
У североиранских евразийских кочевников, скифов и саков, появилось рудиментарное седло, которое состояло из двух лежащих параллельно на спине лошади кожаных подушек с прикреплённой к ним подпругой, передней и задней луки со съёмной облицовкой из дерева или рога, кожаных ремней, подхвостника, подперсья и войлочного чепрака, украшенного анималистическими орнаментами; подобные сёдла были обнаружены в Пазырыкских курганах. У скифов были украшенные сёдла с потником, и хотя они были лишены ленчика и стремян, с ними верховая езда была более удобной, кроме того они немного защищали всадника. 
Сарматы также пользовались безленчиковыми сёдлами с потниками возможно уже в 7 веке до нашей эры.
Древнейшее свидетельство о применении седла — в Китае, в примерно VI вв. до нашей эры (727–396 гг. до н. э.) — седло из Янхая (Турфан).
Сёдла, найденные на плато Укок в Сибири, датируются 500—400 гг. до нашей эры. 
Седло из пазырыкского могильника Туэкта (Tuekta, barrow no. 1) на Алтае датируется возрастом 430–420 лет до н. э. 
Изображения сёдел встречаются в искусстве древних армян, ассирийцев и в каменных рельефах степных кочевников времён Ашшурнацирапала II. 
По свидетельству самых ранних изображений — сёдла всегда являлись символами статуса и, чтобы продемонстрировать богатство и статус владельца седла, его украшали швейными и кожевенными элементами, драгоценными металлами, в том числе золотом, резьбой по дереву и рогу и прочими орнаментами. 
Первые сёдла с твёрдым ленчиком делали из войлока, которым обтягивали деревянный каркас. 
Азиатская форма появилась в эпоху диинастии Хань примерно в 200 годах до н. э. На западе его аналог, седло «с 4 рогами» использовалось римлянами в I веке до нашей эры. Обе эти разновидности не имели стремян.
Появление твёрдого ленчика имело большое значение: благодаря такой конструкции всадник приподнимался над спиной лошади, давление от его веса распределялось равномернее, верховая езда стала удобнее как для человека, так и для лошади, продолжительность использования животного увеличилась. Кроме того, это новшество привело к появлению современных стремян, которое стало важной вехой в развитии седла. Первые подобия стремян начали использовать в Индии во 2 веке до н. э. Это были простые кожаные петли, служившие опорой для ступни всадника. Они не обеспечивали существенной поддержки. Считается, что современные стремена были изобретены в северном Китае кочевыми племенами, однако первые достоверные изображения всадника с парными стременами были найдены в гробницах династии Цзинь и датируются примерно 302 годом н. э. В Китае к 477 году стремена уже стали широко распространёнными, позднее они появились и в Европе.
В Средневековье конструкция седла претерпела изменения, они стали крепче и лучше поддерживали всадника. Появилась передняя и задняя лука, которые помогали удержаться в седле. В XIII веке передняя лука рыцарского седла стала шире и превратилась в переднюю спинку, которая прикрывала всадника от пояса почти до колен. Заднюю луку изгибали по краям вперёд, чтобы она охватывала бёдра всадника. Подобная конструкция была позаимствована западноевропейскими рыцарями у арабов во время Крестовых походов. Средневековое седло состояло из ленчика, сиденья, металлических крепежей, ремней и внешнего покрытия. Ленчик обычно делали из бука: две плоских доски, располагавшиеся по обе стороны от позвоночника лошади, соединялись передней лукой и задней лукой. Между луками располагалось сиденье, подпруги и стремена крепились к боковым пластинам ленчика. Сиденье было приподнято над боковыми пластинами. Седельную подушку набивали сеном. Внутреннюю поверхность седла покрывали бараньей кожей, а внешнюю обтягивали бархатом или телячьей кожей.
В отчетах о кавалерийской системе Империи Мали описывается использование стремян и сёдел в кавалерии. Стремена и седла привели к инновациям в новой тактике, такой как массовые атаки колющими копьями и мечами.
В XV веке изогнутые края задней луки стали тоньше, а передняя лука ещё расширилась. В передней и задней частях ленчиках имелись скобы для крепления подперсья и подхвостника. Подхвостник зачастую представлял собой широкие ремни с резными краями, украшенные шитьём или металлическими деталями в виде небольших щитов из позолоченной эмалированной меди с изображением герба владельца седла.

### Современное седло
В дальнейшем появилось два принципиально отличающихся типа сёдел: английское седло и «стандартное» седло. Самое известное стандартное седло — это американское вестерн-седло, за которым следует австралийское стандартное седло. В Азии и во всем мире существует множество седел уникального дизайна, используемых разными национальностями и этническими группами.
Один из вариантов английского седла был разработан Франсуа Робишоном де ля Гериньером, французским мастером классической выездки. В XVIII веке в Англии стала очень популярна охота на лис. В старых сёдлах с высокой передней и задней лукой было неудобно совершать прыжки во время погони. Седло Гериньера было удобнее и безопаснее с этой точки зрения. В начале XX века капитан Федерико Каприлли произвёл революцию в технике прыжков на лошади и усовершенствовал седло, изменив крыло таким образом, чтобы всадник мог принять полевую посадку.
Английское седло используется во всех олимпийских дисциплинах конного спорта. 
Современное седло вестерн произошло от испанского седла, которое было завезено в Америку конкистадорами. Эти сёдла были адаптированы под пастушьи нужды, в частности появился рожок, за который можно было закрепить лассо, загоняя скот.

## Составляющие части седла
Седло состоит из следующих частей:
- Ленчик (арчак) — твёрдый каркас седла, изготавливаемый из клеёной древесины, стекловолокна или пластмассы. Его форма и ширина определяют форму и размер седла.
- Сиденье — место посадки всадника. Оно, как правило, ниже задней и передней луки.
- Передняя и задняя лука — приподнятый изгиб переднего и заднего краёв седла.
- Стремена — крепятся к седлу посредством путлищ и шнеллера.
- Шнеллер — замок для крепления путлища.
- Крыло или фендер (у седла вестерн) — у выездковых сёдел прямое и удлинённое, у конкурных короткое и сдвинуто вперёд. В передней и задней части крыла иногда расположены упоры (бенфуторы)[8].
- Седельные подушки — набиты шерстью или синтетическим материалом[7]. Седло не должно касаться позвоночника лошади, поэтому пространство между подушками должно быть достаточно широким[8].

## Виды и типы сёдел
В зависимости от назначения сёдла бывают:
- верховые;
- вьючные;
- вьючно-верховые[1].

В зависимости от вида животного сёдла называются:
- конским;
- верблюжьим;
- ослиным;
- и другие[1].

В зависимости от характера езды бывают:
- строевым (военное);
- манежным;
- дамским;
- вольтижировочным;
- скаковым;
- английским;
- венгерским;
- казачьим;
- и тому подобное[1].

Существует несколько классификаций сёдел, одна из которых выглядит следующим образом:

### Сёдла английского типа
используемые в большинстве видов классического конного спорта по всему миру. На первый взгляд самые существенные отличия английского седла от вестерн седла — отсутствие рожка и наличие подушек. Высота передней и задней луки, глубина сиденья, длина расположение и форма крыльев определяют функцию английского седла.
- выездковое седло;
- конкурное седло;
- троеборное седло;
- универсальное спортивное седло;
- седло для шоу;
- седло для конного поло;
- охотничье седло;
- скаковое седло;
- дамское седло — седло, которое позволяет всаднику в юбке сидеть на лошади и управлять ею;
- седло для рысистых бегов;
- седло для пробегов

### Сёдла типа вестерн
или пастушьи сёдла — сёдла, используемые в вестерне и, иногда, в туристических походах. Благодаря особенностям конструкции таких сёдел при правильном их подборе лошади могут проводить под ними до 5 часов в день без ущерба для мышц спины (в то время как под сёдлами английского типа лошади могут проводить не более двух часов в день). К пастушьим сёдлам относятся:
- собственно седло вестерн;
- австралийское пастушье седло;

### Сёдла азиатского типа
Современные азиатские сёдла делятся на две группы:
- сёдла Центральной Азии;
- сёдла Восточной Азии (эта группа делится на несколько типов);

### Прочие виды сёдел
- седло для ТРЕКа;
- кавалерийское седло;
- черкесское седло;
- казачье седло;
- строевое седло;
- полицейское седло — седло с ленчиком, которое обеспечивает большую безопасность всаднику и распределяет вес всадника по большей площади, так что лошади комфортно с всадником на спине в течение долгих часов;
- седло Макклеллана[англ.] — особая модель сёдел американской кавалерии, поступившая на вооружение армии США незадолго до Гражданской войны;
- седло без ленчика;
- вьючное седло — седло, предназначенное исключительно для поддержки тяжёлых мешков или других предметов, перевозимых лошадью;
- вольтижировочное седло;
- камаргское седло;
- испанское седло;
- португальское седло.
- панно (фр. panneau), цирковое седло, жёсткий волосяной матрасик (1 м × 0,75 м), облегающий спину лошади. Применяется для большей устойчивости наездника, стоя на нём выполняющего цирковые номера. Предложено в 1849 американским наездником Дж. Мортоном, впервые применено в цирке Э. Ренца.